# Klučov (Vysočina)
Klučov é uma comuna checa localizada na região de Vysočina, distrito de Třebíč.